# رزا لوکزامبورگ
روزا لوکزامبورگ (به لهستانی: Rozalia Luksenburg) (زاده: ۱۸۷۰ – درگذشته: ۱۹۱۹) انقلابی یهودی و رهبر سوسیالیست و کمونیست آلمانی لهستانی‌تبار بود. او از مهم‌ترین چهره‌های سوسیالیستی در آغاز قرن بیستم بود. او از اصلی‌ترین بنیان‌گذاران حزب سوسیال دموکرات پادشاهی لهستان و لیتوانی و اتحادیه اسپارتاکیست (بعدها:حزب کمونیست آلمان ۱۹۱۸) بود.
به سال ۱۹۱۹ در پی خیزش ژانویه، توسط دولت آلمان دست‌گیر و به هم‌راه دیگر رهبران حزب کمونیست آلمان از جمله کارل لیبکنِشْت، تیرباران شد. لوکزامبورگ و لیبکنشت از چهره‌های محبوب نزد اکثر سوسیالیست‌ها و کمونیست‌ها هستند.
آرای او مکتبی را شکل داد که به لوکزامبورگیسم مشهور است.

## زندگی

### تولد و نوجوانی
رزالیا لوکزامبورگ در ۵ مارس ۱۸۷۱ در زاموش، شهری از لهستان کنگره، (که آن روزها تحت کنترل امپراتوری روسیه بود) چشم به جهان گشود. او کوچک‌ترین فرزند خانوادهٔ یهودی خود بود.
پس از نقل مکان خانواده به ورشو، رزا تحصیلات خود را در این شهر آغاز کرد و همین‌جا بود که به گروه «پرولتاریا» پیوست و به فعالی سیاسی بدل شد. به سال ۱۸۸۹، در حالی
که تنها ۱۸ سال داشت، برای جلوگیری از دستگیر شدن، از لهستان گریخت و به سوئیس رفت.

### دوران دانشجویی
در زوریخ، او علاوه بر ادامهٔ فعالیت‌های انقلابی، تحصیلات خود را در رشتهٔ علوم طبیعی و اقتصاد سیاسی در دانشگاه زوریخ ادامه داد. در این دانشگاه علاوه بر او کسانی چون آناتولی لوناچارسکی نیز حضور داشتند.
در این دوره و پیش از انشعاب در حزب سوسیال دموکرات کارگری روسیه، رزا با بسیاری از سوسیال دموکرات‌های روسی و شخصیت‌هایی چون گئورگی پلخانف و پاول آکسلرد آشنا شد.
این آشنایی‌ها قبل از آن بود که لوکزامبورگ اختلافات نظری شدید خود با حزب سوسیال دموکرات کارگری روسیه بر سر مسائلی همچون حق تعیین سرنوشت لهستان را ابراز دارد.
رزا با حق تعیین سرنوشت ملل، به این علت که این امر جنبش بین‌المللی سوسیالیستی را تضعیف می‌کند، مخالف بود و به خاطر همین اختلاف دیدگاه، از حزب سوسیال دموکرات کارگری روسیه و حزب سوسیالیست لهستان جدا شد و ابتدا از بنیان‌گذاران نشریه‌ای به نام «آرمان کارگران» بود و نهایتاً حزب سوسیال دموکرات پادشاهی لهستان را بنیان گذاشت.

### مهاجرت به آلمان

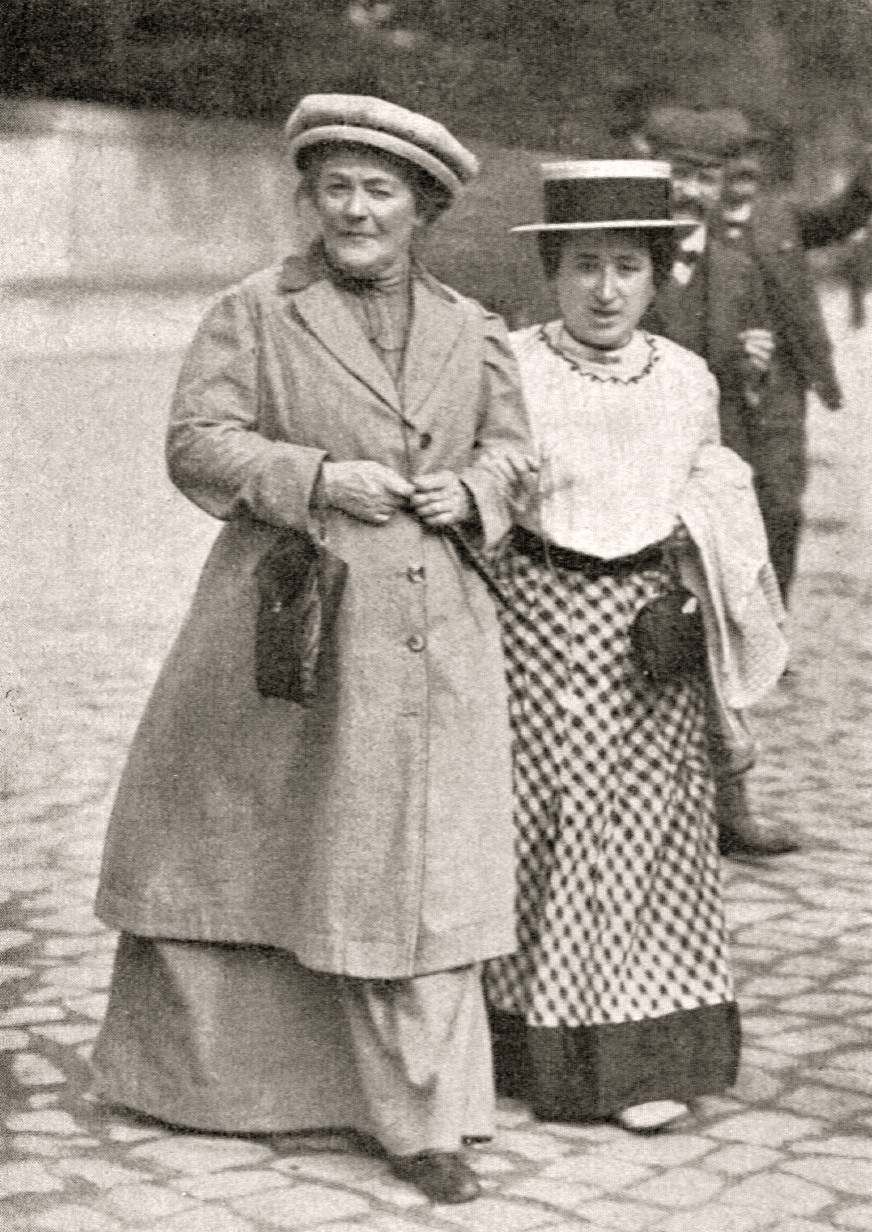
رزا لوکزامبورگ (سمت راست) و کلارا زتکین در سال ۱۹۱۰

در سال ۱۸۹۸ با پایان‌نامه‌ای با عنوان «توسعهٔ صنعتی لهستان» مدرک دکترای خود را دریافت کرد.
در همین سال بود که او به آلمان مهاجرت کرد و با ازدواج با یک کارگر آلمانی، گوستاو لوبک، ملیت این کشور را به دست آورد و به برلین رفت و به حزب سوسیال دموکرات آلمان پیوست.
تنها کمی پس از پیوستن به حزب، نوشته‌ها و فعالیت‌های تهییجی پرشور و انقلابی او آغاز شد.
در این دوران او یکی از کتاب‌های معروفش «اصلاح یا انقلاب» را نوشت. در این کتاب رزا به طرح محوری‌ترین موضوع مباحثات سوسیال دموکراسی آلمان پرداخت و علیه جنبش تجدیدنظرطلبی که توسط ادوارد برنشتاین رهبری می‌شد، به پا خاست و با هم‌کاری کسانی چون کارل کائوتسکی، مانع از تسلط خط برنشتاین بر حزب شد.

### انقلاب ۱۹۰۵ روسیه و اوج فعالیت سیاسی
در حین انقلاب ۱۹۰۵ روسیه، لوگزامبورگ برای کمک به انقلابیون به ورشو رفت و همان‌جا زندانی شد.
لوکزامبورگ در روسیه، از لنین حمایت می‌کرد و علیه احزاب منشویک و سوسیالیست انقلابی، از
حزب بلشویک، حمایت می‌کرد.
کمی بعد از وقوع انقلاب ۱۹۰۵ در روسیه، به سال ۱۹۰۶، رزا نظریهٔ «اعتصاب عمومی» را پی‌ریزی کرد و از به عنوان «مهم‌ترین سلاح انقلابی پرولتاریا» نام برد. این نظریه دعواهای جدی را در حزب سوسیال دموکرات آلمان ایجاد کرد و آگوست ببل و کارل کائوتسکی را به مخالفت با رزا واداشت. در این
دوره، به خاطر شور و هیجان آرام ناپذیرش، به لوکزامبورگ لقب «رزای خون‌ریز» داده شد.
پس از آزاد شدن مجدد او به آلمان بازگشت و مشغول به تدریس در مدرسهٔ حزب سوسیال دموکرات آلمان در برلین، شد و یکی از آثار معروفش «انباشت سرمایه» (۱۹۱۳) را در همین سال‌ها نوشت. این کتاب توصیفی است از حرکت سرمایه‌داری به سمت امپریالیسم.

### اسپارتاکیست‌ها و حزب کمونیست آلمان
در گیر و دار وقوع جنگ جهانی اول، او به هم‌راه یک سوسیالیست آلمانی، کارل لیبکنشت، فراکسیونی با تمایلات انقلابی در حزب سوسیال دموکرات آلمان ایجاد کردند و آن را «اسپارتاکیست» نام نهادند.
علت ایجاد این فراکسیون، اختلاف نظر «اسپارتاکیست‌ها» با موضع حزب سوسیال دموکرات که از حملهٔ آلمان و الحاق سایر ممالک به وسیلهٔ آن حمایت می‌کرد، بود. لوگزامبورگ، این سیاست حزب سوسیال دموکرات آلمان را «سوسیال شووینیستی» می‌خواند. اتحادیهٔ اسپارتاکوس، خود را انترناسیونالیست نامید و علیه سیاست «ناسیونال شووینستی» حزب سوسیال دموکرات به پا خاست و به تبلیغ این ایده می‌پرداخت که سربازان آلمانی باید سلاح‌هایشان را به سمت دولت آلمان برگردانند و آن را سرنگون کنند.
به خاطر مخالفت آشکار و علنی او با جنگ، رزا، دوباره، و این‌دفعه به هم‌راه لیبکنشت، زندانی شد.
لوکزامبورگ در زندان، «جزوه یونیوس» و «انقلاب روسیه» که شاید مشهورترین کتاب‌های او هستند را نوشت.
در «جزوهٔ یونیوس» لوکزامبورگ از بنیادهای نظری اسپارتاکیست‌ها می‌گوید و در «انقلاب روسیه» نگاهی اجمالی به روسیه و قدرت‌گیری حزب بلشویک دارد.
در سال ۱۹۱۸، دولت آلمان، پس از پایان جنگ، لوکزامبورگ را آزاد کرد و رزا بلافاصله شروع به ادامهٔ فعالیت‌های خود کرد.
چند ماه بعد از آنکه رزا به همراه کارل لیبکنشت، حزب کمونیست آلمان را تشکیل دادند، در نوامبر ۱۹۱۸ با مشارکت و هم‌کاری او، خیابان‌های برلین صحنهٔ درگیری‌های مسلحانه اتحادیهٔ اسپارتاکوس (همان فراکسیون اسپارتاکیست‌ها) می‌شود.

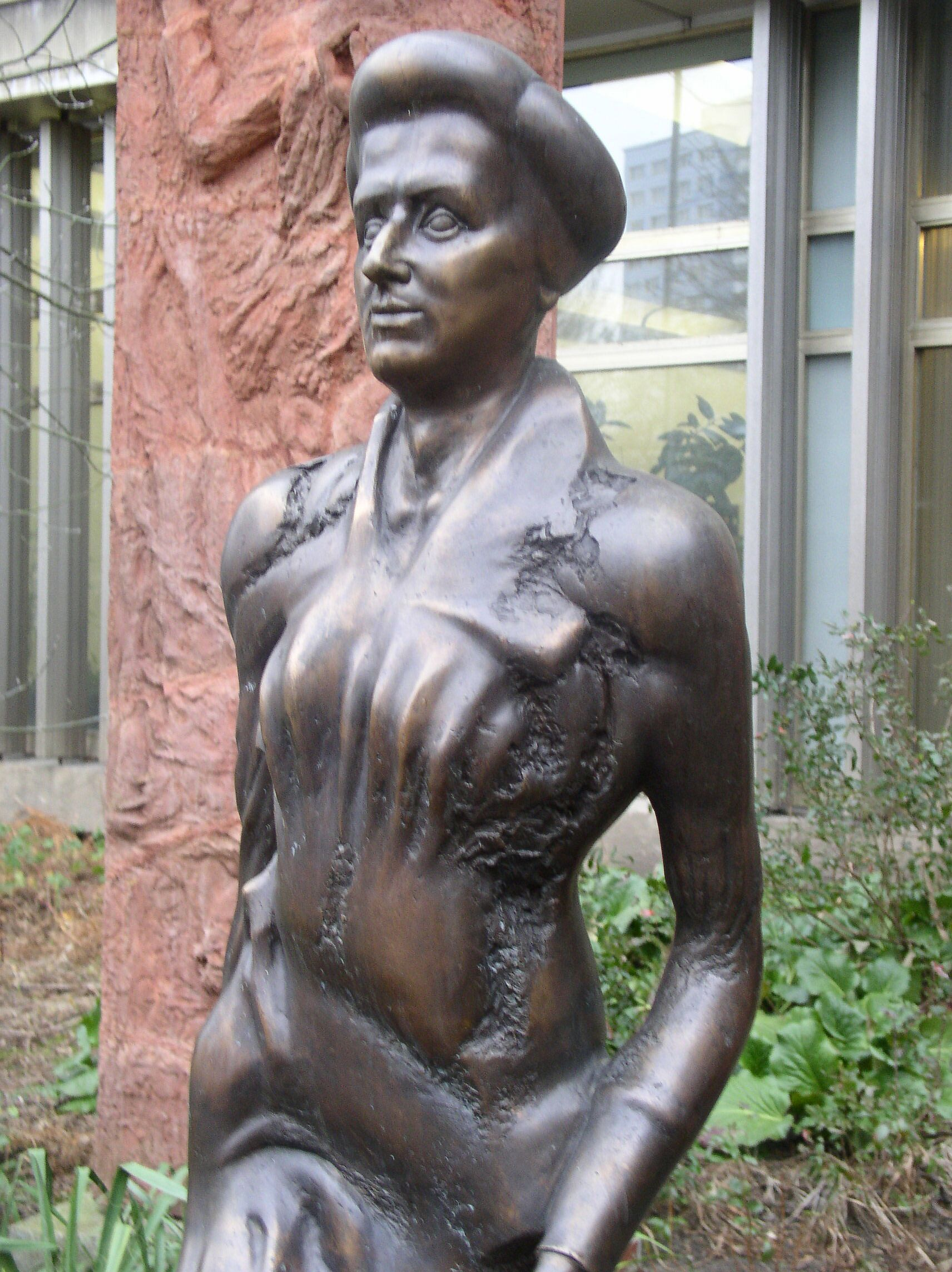
مجسمه رزا لوکزامبورگ در برلین

### قتل رزا
قتل رزا لوکزامبورگ و کارل لیبکنشت، در "هفته خونینی" صورت گرفت که یکی از سیاه‌ترین روزهای آلمان پس از جنگ جهانی اول است. دولت سوسیالیست آلمان به ریاست جمهوری فریدریش ابرت، برای سرکوب شورش اسپارتاکیست‌ها با ارتش آلمان به توافق رسید. گوستاو نسکه، وزیر دفاع نیز با مجوز دولت و در چارچوب حکومت نظامی، روز ششم ژانویه ۱۹۱۹ به شبه‌نظامیان "فرای کورپس" دستور داد تا نیروهای انقلابی را سرکوب کنند. لوکزامبورگ، از سران شورش علیه دولت آلمان در ژانویهٔ ۱۹۱۹ بود  در درگیری این گروه با کارگران، صدها کارگر کشته می‌شوند. رزا لوکزامبورگ نیز که نمی‌خواست دفتر روزنامه "پرچم سرخ" را ترک کند، با بالا گرفتن درگیری‌ها، فشارها و بازداشت‌ها می‌پذیرد که مخفی شود. همزمان اطلاعیه‌هایی برای ترغیب مردم به افشای محل اختفای رزا لوکزامبورگ و کارل لیبکنشت بر دیوارهای برلین نقش می‌بندد: 
"اگر می‌خواهید صلح، کار و نان داشته باشید رزا لوکزامبورگ و کارل لیبکنشت را بکشید".
 بالاخره روز پانزدهم ژانویه ۱۹۱۹ محل اختفای آنها لو رفت و سربازان رزا لوکزامبورگ را به هتلی بردند که به عنوان مرکز فرماندهی یگان‌های آزاد از آن استفاده می‌شد. پس از دشنام، یک سرباز با ضربات قنداق تفنگ بر سر او می‌زند و یک ستوان نیز با اسلحه خود به شقیقه او شلیک می‌کند و جسد رزا لوکزامبورگ در کانالی در برلین انداخته می‌شود. پیش از او، کارل لیبکنشت نیز در همین شرایط کشته شد. کوچک‌ترین مدرکی حاکی از آنکه سران حکومت خواهان قتل او باشند یا این قضیه را تأیید کرده باشند وجود ندارد.

## آرا و نظرات لوکزامبورگ

### مخالفت با حق ملل در تعیین سرنوشت خویش
رزا با حزب سوسیال دموکرات کارگری روسیه و حزب سوسیالیست لهستان بر سر مسئلهٔ حق تعیین سرنوشت لهستان اختلاف داشت. او معتقد بود که حق تعیین سرنوشت ملل، جنبش بین‌المللی سوسیالیستی را تضعیف می‌کند و تنها به بورژوازی یاری می‌رساند که سلطهٔ خود را بر ملل تازه استقلال یافته تحکیم کند.
این اختلاف دیدگاه، سبب جدایی رزا از هر دوی احزاب یادشده و تشکیل حزب سوسیال دموکرات لهستان توسط وی شد.

### در مورد نظریات ادوارد برنشتاین
رزا در کتاب خود «اصلاح یا انقلاب» از موضوعات اصلی مورد بحث سوسیال دموکراسی در آلمان سخن می‌گوید و علیه جنبشی که خواستار تجدیدنظر طلبی در مارکسیسم آغاز شده بود و به وسیلهٔ ادوارد برنشتاین رهبری می‌شد به پا خاست.
او در این کتاب در باب نظریات برنشتاین می‌گوید:  
«نظریهٔ برنشتاین از ما می‌خواهد که تحول اجتماعی و هدف نهایی سوسیال دموکراسی را به کناری نهیم و در عوض اصلاحات اجتماعی، که ابزار مبارزهٔ طبقاتی است، را به عنوان هدف جنبش برگزینیم».  
برنشتاین به‌طور روشن و ویژه‌ای دیدگاه‌اش را به این صورت فرمول بندی کرده‌است: 
«هدف نهایی هر چه می‌خواهد باشد، چیزی نیست، جنبش همه چیز است-»

### در مورد روسیه و انقلابات آن
لوکزامبورگ، در سرزمینی به دنیا آمده بود که خود جزئی از امپراتوری عظیم روسیه به‌شمار می‌آمد. نخستین نظریات انقلابی او نیز در مورد حق تعیین سرنوشت اقلیت‌های ملی روسیه بود.
بعدها نیز او، همیشه در رابطه با روسیه موضع داشت. در جریان انقلاب ۱۹۰۵ به دفاع از لنین و حزب بلشویک پرداخت، و پس از به قدرت رسیدن نیز از بلشویک‌ها حمایت کرد و آن‌ها را «وفاداران همیشگی به سوسیالیسم بین‌المللی» نامید. البته بعد از قدرت‌گیری
«دیکتاتورمابانه‌ی» (به زعم او) حزب بلشویک، رزا اختلافاتی با لنین و یارانش پیدا کرد.
خلاصه، رزا همواره بسیار نزدیک به جنبش سوسیالیستی روسیه بود و در هر قدم، در مورد آن می‌نوشت.

#### انقلاب ۱۹۰۵ روسیه
او انقلاب ۱۹۰۵ روسیه را آغاز جنبش عظیم پرولتاریای روسیه می‌دانست و در این مورد نوشت: «زیرا در این روز پرولتاریای روسیه برای نخستین بار به صورت یک طبقه بر صحنهٔ سیاسی ظاهر شد. برای نخستین بار، تنها قدرت تاریخی که صلاحیت آن را دارد که تزاریسم را به زباله‌دان بیفکند و پرچم تمدن را در روسیه و هر جای دیگر برافرازد بر صحنهٔ عمل ظاهر شده‌است.»
لوگزامبورگ، به‌طور کلی، از نظریهٔ مارکسیستی رهبری پرولتاریای روسیه در انقلاب سوسیالیستی حمایت کرد و علیه احزاب منشویک و اس آر (سوسیالیست انقلابی) به دفاع از حزب بلشویک و لنین، پرداخت.

#### انقلاب ۱۹۱۷، قدرت‌گیری بلشویک‌ها و دیکتاتوری پرولتاریا
مهم‌ترین کتاب رزا در مورد روسیه، که تقریباً مشهورترین اثر او نیز هست، «انقلاب روسیه» بود. در این کتاب او علی‌رغم سمپاتی به بلشویک‌ها، به قدرت‌گیری دیکتاتور مابانهٔ حزب بلشویک هشدار می‌دهد و آن را خارج از موازین دیکتاتوری پرولتاریا، مفهومی که توسط کارل مارکس ایجاد شده بود، می‌دانست. رزا در مورد دیکتاتوری پرولتاریا می‌گوید:
«بله دیکتاتوری! اما این دیکتاتوری شامل نحوهٔ کاربرد دموکراسی و نه نابودسازی آن است. این دیکتاتوری شامل حملات جانانه و قاطع بر حقوق و روابط اقتصادی خوب محافظت شدهٔ جامعهٔ بورژوایی است که بدون یک تحول سوسیالیستی ناممکن است. اما این دیکتاتوری کار یک طبقه‌است نه یک اقلیت پیشاهنگ که به نام طبقه عمل می‌کند، بدین معنا که این دیکتاتوری می‌باید گام به گام از طریف مشارکت فعالانهٔ توده‌ها به پیش رود و زیر نفوذ مستقیم آن‌ها و تحت کنترل فعالیت عمومی باشد. چنین دیکتاتوری می‌بایست برخاسته از آموزش سیاسی رشد یابندهٔ توده‌های مردم باشد.»

#### جنگ داخلی روسیه
با وجود انتقادات لوکزامبورگ از بلشویک ها ، او دلایل جنگ داخلی روسیه که سراسر این کشور را دربرگرفته بود می‌پذیرفت و در این مورد به لنین حق می‌داد.

او خود در این مورد می‌نویسد: 
«این مطلب توقعی فوق انسانی از لنین و رفقایش است، اگر انتظار داشته باشیم که آن‌ها تحت چنین شرایطی عالی‌ترین شکل دموکراسی، مثال‌زدنی‌ترین دیکتاتوری پرولتاریا و یک اقتصاد سوسیالیستی مطلوب را خلق کنند. با موضع قاطعانهٔ انقلابی‌شان، با قدرت عمل مثال زدنی‌شان و با وفاداری شکست ناپذیرشان به سوسیالیسم بین‌المللی، تحت این شرایط فوق‌العاده سخت، آن‌ها هرچه را که می‌توانسته‌اند انجام داده‌اند.خطر تنها هنگامی آغاز می‌شود که آنان امر مطلوب را به امر اخلاقی تبدیل می‌کنند و آن‌ها را به صورت مدلی از تاکتیک‌های سوسیالیستی به پرولتاریای بین‌المللی توصیه می‌کنند.»

#### مخالفت با قراردادهای صلح شوروی و آلمان
بعدها و در واپسین سال‌های عمر، رزا با تلاش‌های دولت تازه تأسیس شوروی برای برقراری صلح در تمام جبهه‌ها و امضای قرارداد برست-لیتوسک (با آلمان) به مخالفت برخاست. او این مخالفت را در کتاب «تراژدی روسی» ابراز کرده‌است.

## یادبودها
دولت آلمان شرقی نام بعضی مکان‌ها در برلین را به افتخار او به نامش تغییر داده بود. پس از سقوط آلمان شرقی و اتحاد دوباره دو آلمان این نام تغییر نیافته‌است.

تاریخ‌نویس سرشناس تروتسکیست، ایزاک دویچر، در وصف او می‌گوید:
«با قتل او آلمان هوهنزولرنی آخرین پیروزی‌اش را جشن گرفت و آلمان نازی اولی را.»

### آثار ترجمه شده به فارسی
- اصلاح یا انقلاب؟ - رزا لوکزامبورگ – ترجمه:اسدالله کشاورزی- نشر آزادمهر – چاپ اول ۱۳۸۱ – شمارگان:۲۲۰۰ – ۱۲۶ صفحه- شابک: ۵–۵–۹۳۶۴۴–۹۶۴
- نامه های زندان - رزا لوکزامبورگ - ترجمه: هیات تحریه نظم نوین - چاپ اول زمستان ۱۳۵۸

## یادداشت
1. ↑  برخی از اعضای گروه "فرای کورپس" سربازان پیشین آلمان در جنگ بودند و همچنان سلاح در اختیار داشتند. گفته می‌شود سال‌ها بعد، آدمکشان هیتلر از میان اعضای این گروه دستچین شدند.